# Jenny Orr
Jenny Orr, właśc. Jennifer Louise Orr, także McConnell i Frank (ur. 21 stycznia 1953) – australijska lekkoatletka, biegaczka średniodystansowa.

## Życiorys
Podczas igrzysk olimpijskich w Monachium (1972) odpadła w eliminacjach na 800 metrów, a na 1500 metrów zajęła 8. miejsce.
Siódma zawodniczka igrzysk Brytyjskiej Wspólnoty Narodów na 1500 metrów (1974).
Wielokrotna medalistka mistrzostw Australii – w tym cztery złote medale na 1500 metrów (1971–1974) oraz złoto na 3000 metrów (1974).
Zwyciężczyni biegu na 1500 metrów podczas mistrzostw Polski (1972).
Orr trzykrotnie ustanawiała rekord kraju na 1500 metrów:
- 4:24,3 (10 lipca 1971, Bakersfield)
- 4:15,4 (19 lutego 1972, Hamilton)
- 4:08,06 (4 września 1972, Monachium)

Jej syn – Daniel McConnell jest kolarzem górskim, olimpijczykiem.

## Rekordy życiowe
- Bieg na 800 metrów – 2:04,5 (1972)
- Bieg na 1500 metrów – 4:08,06 (1972)